# ريبيكا ميريت سميث ليونارد أوستين
ريبيكا ميريت سميث ليونارد أوستين (بالإنجليزية: Rebecca Merritt Smith Leonard Austin)‏ هي عالمة نبات أمريكية، ولدت في 1832، وتوفيت في 1919.